# Сырьево (городской округ Домодедово)
Сырьево — деревня в городском округе Домодедово Московской области.

## География
Находится в южной части Московской области на расстоянии приблизительно 23 км на юг-юго-восток по прямой от железнодорожной станции Домодедово.

## История
Известна с 1629 года, когда отмечалась как сельцо.

## Население
Постоянное население составляло 19 человек в 2002 году (русские 100 %), 19 в 2010.